# Il paradiso dei fuorilegge
Il paradiso dei fuorilegge (Stranger on Horseback) è un film del 1955 diretto da Jacques Tourneur.
È un western statunitense con Joel McCrea, Miroslava (alla sua ultima interpretazione prima del suicidio), Kevin McCarthy, John McIntire e John Carradine.

## Produzione
Il film, diretto da Jacques Tourneur su una sceneggiatura di Herb Meadow e Don Martin e un soggetto di Louis L'Amour, fu prodotto da Robert Goldstein tramite la Robert Goldstein Productions e girato in Messico e a Sedona, Arizona, dal 12 luglio 1954.

## Distribuzione
Il film fu distribuito con il titolo Stranger on Horseback negli Stati Uniti dal 23 marzo 1955 al cinema dalla United Artists.
Altre distribuzioni:
- in Finlandia l'8 giugno 1956 (Yksinäinen ratsastaja)
- in Germania Ovest nell'ottobre del 1956 (Einer gegen alle)
- in Svezia il 28 febbraio 1957 (Främlingen)
- in Danimarca il 18 novembre 1957 (En fremmed kom ridende)
- in Austria (Einer gegen alle)
- in Brasile (Cavaleiro Misterioso)
- in Brasile (O Cavaleiro Misterioso)
- in Spagna (El jinete misterioso)
- in Francia (Le juge Thorn fait sa loi)
- in Grecia (Enas agnostos stin Dysi)
- in Italia (Il paradiso dei fuorilegge)
- in Jugoslavia (Stranac u sedlu)